# ATM 적합 계층
비동기 전송 방식 (ATM) 기술과 서비스를 사용할 때에는 ATM 기반이 아닌 정보 전송 프로토콜을 지원하기 위한 적합 계층이 필요하다. ATM 네트워크 위에서 전송을 위해 데이터를 ATM 셀의 페이로드 단위로 구문 분석하는 ATM 프로토콜 스택 계층이다.
필요 적합 서비스의 예로는 기가비트 이더넷, IP, 프레임 릴레이, 소넷/SDH, UMTS/무선 등을 들 수 있다.
AAL (ATM 적합 계층)이 제공하는 주된 서비스는 다음과 같다:
- 세그먼테이션 및 리어셈블리
- 전송 오류 관리
- 추가되지 않았거나 손실된 셀 상태 관리
- 타이밍 및 흐름 제어

## 종류
다음의 ATM 적합 계층 프로토콜 (AAL)은 ITU-T가 정의하였다. 이는 AAL이 여러 요구를 충족해야 함을 말해 준다. 타이밍 관계가 출발지와 도착지 사이에서 관리되고 있는지, 응용 프로그램이 고정 비트 속도를 요구하는지, 전송이 접속 지향인지에 대한 여부에 따라 다음과 같은 종류로 나뉜다.
- AAL 종류 1
- AAL 종류 2
- AAL 종류 3/4
- AAL 종류 5